# Kožuf
Der Kožuf (mazedonisch Кожуф) oder Tzena/Zona (griechisch Τζένα, Ζώνα) ist ein Berg auf der Grenze zwischen Nordmazedonien und Griechenland. Er bildet die erste natürliche Barriere Nordmazedoniens, die den maritimen Einflüssen des Mittelmeers und der Ägäis ausgesetzt ist. Sein höchster Gipfel ist der Zelen Breg (auch Zelenbeg) auf 2166 m ü. M. (einige Quellen geben auch 2172 m oder 2182 m als Höhe an).
Das Gebirge wurde 1945 von der Armee für die Öffentlichkeit geschlossen und erst 1992 wieder geöffnet.
Auf der mazedonischen Seite befindet sich ein 2009 eröffnetes und derzeit geschlossenes Wintersportgebiet, das über eine Straße von Gevgelija an der Grenze zu Griechenland aus erreichbar ist.

## Gipfel
Das Kožufgebirge umfasst insgesamt acht Gipfel. Auf mazedonischer Seite:
- Zelen Breg, Зелен Брег (2166 m)
- Dudica, Дудица (2132 m)
- Porta, Порта (2112 m)
- Moreto, Морето (2102 m)
- Markovo Ezero, Марково Езеро (2035 m)
- Mala Rupa, Мала Рупа (2004 m)

Auf griechischer Seite befinden sich zwei Gipfel, die unter dem Namen Ori Tzena kai Pinovo als Natura 2000 Schutzgebiet ausgewiesen sind:
- Pinovo, Πίνοβο (2156 m)
- Tzena, Τζένα (2065 m)